# شيرلي هورن
شيرلي هورن (بالإنجليزية: Shirley Horn)‏ هي عازفة الجاز وعازفة بيانو ومغنية أمريكية، ولدت في 1 مايو 1934 في واشنطن العاصمة في الولايات المتحدة، وتوفي بنفس المكان في 20 أكتوبر 2005 بسبب سرطان الثدي وسكتة والسكري.

## وصلات خارجية
- شيرلي هورن على موقع IMDb (الإنجليزية)
- شيرلي هورن على موقع الموسوعة البريطانية (الإنجليزية)
- شيرلي هورن على موقع ميوزك برينز (الإنجليزية)
- شيرلي هورن على موقع إن إن دي بي (الإنجليزية)
- شيرلي هورن على موقع أول ميوزيك (الإنجليزية)
- شيرلي هورن على موقع ديسكوغز (الإنجليزية)
- شيرلي هورن على موقع قاعدة بيانات الفيلم (الإنجليزية)